# Takeshi Ushibana
Takeshi Ushibana (japanisch 牛鼻 健 Ushibana Takeshi; * 21. September 1977 in der Präfektur Kagoshima) ist ein ehemaliger japanischer Fußballspieler.

## Karriere
Ushibana erlernte das Fußballspielen in der Schulmannschaft der Kagoshima Jitsugyo High School und der Universitätsmannschaft der Meiji-Universität. Seinen ersten Vertrag unterschrieb er 2000 bei den Avispa Fukuoka. Der Verein spielte in der höchsten Liga des Landes, der J1 League. Am Ende der Saison 2001 stieg der Verein in die J2 League ab. Für den Verein absolvierte er 23 Spiele. 2003 wechselte er zum Drittligisten YKK AP. Für den Verein absolvierte er 154 Spiele. Danach spielte er bei den Toyama Shinjo Club. Ende 2008 beendete er seine Karriere als Fußballspieler.